# Percina maculata
Percina maculata är en fiskart som först beskrevs av Charles Frédéric Girard, 1859.  Percina maculata ingår i släktet Percina och familjen abborrfiskar. Inga underarter finns listade i Catalogue of Life.